# マーク・アントワン
マーク・アントワン（Marc Antoine、1963年5月28日 - ）は、フランス・パリ出身のスムーズジャズ/フュージョンを中心に活動しているギタリスト。
ジプシー（ロマ）を血に持ち、フラメンコ調の曲を得意とする。

## 略歴
パリ生まれで、ジプシー（ロマ）を血に持つ。11歳の時親からギターをもらい演奏し始める。彼の急速な進歩を見て父親は13歳から彼を音楽学校に通わせ、クラシック・ギターのレッスンを受けることとなる。ジャズ、ロック、アフロ、ポップ等に興味を持ち、17歳になるまでにいくつもの賞を手に入れた。また地元のバンドで演奏してもいた。1981年の夏に左手に支障を起こしたが、1984年には苦難を乗り越え再び復帰した。
アフリカ出身のアーティストと交流を持つうちに、1988年にアントワンは仲間を通してバーシアのオーディションを受け、合格する。このメンバーの中には旧友のピーター・ホワイトもいた。これを機にイギリス・ロンドンに拠点を移す。この時、ロンドンを中心に流行っていたアシッド・ジャズも弾いていたりした。
国際人として活動しているアントワンは、1990年代にアメリカのロサンゼルスに移る。彼は元来はブルースは弾かなかったが、ブルースも弾けるようになったという。スティングやセリーヌ・ディオン、ロッド・スチュワート、TAKE 6等様々なアーティストと共演をし、映画音楽の作曲もこなしていった。そんな中、彼はプロモーションのためにスペインを訪れることになり、この地に根づく音楽に彼は強烈なインパクトを抱いたという。
1994年にNYC（New York City）レコードよりデビュー・アルバム『フレンチ・ドリーム (Classical Soul)』をリリース。翌年に『アーバン・ジプシー』をリリースする。この年に『ラジオ&レコーズ』誌のベスト・ニュー・アーティスト・オブ・ザ・イヤーに選ばれた。1998年にはNYCレコードとGRPレコードとの共同企画の元、プロデューサーにトランペッターでもあるリック・ブラウンを迎え、アルバム『マドリード』をリリース。スペインの首都マドリードは彼にとって思い出深い土地であるためにこの名前をつけている。またこの地で婚約者を見つけており、彼女の名をつけた曲「Rebeca's Waltz」がある。このアルバムを機会にGRPと契約、同時期に前2枚のアルバムもGRPからリイシューされている。2000年にプロデューサーでキーボーディストのフィリップ・セスを迎え、アルバム『ユニバーサル・ランゲージ』をリリース。2001年には名プロデューサーのトミー・リピューマを迎え、『クルージン』をリリースした。このアルバムではセルジオ・メンデスのヒットで知られる「マシュ・ケ・ナダ」をカバーしている。
2003年にサックス・プレイヤーのデイヴ・コーズが主宰する新興レーベルのランデヴー・エンタテインメントに移り、アルバム『Mediterraneo』をリリース。タイトル名は地中海のスペイン語読みであり（因みに英語はMediterranean）、その名の通り地中海を意識した作りとなっている。2005年にアルバム『モダン・タイムズ』をリリースした後、ピーク・レコードに移り、2007年7月に『Hi-Lo Split』をリリースした。

## ディスコグラフィ

### アルバム
- 『フレンチ・ドリーム』 - Classical Soul (1994年、GRP)
- 『アーバン・ジプシー』 - Urban Gypsy (1995年、GRP)
- 『マドリード』 - Madrid (1998年、GRP)
- 『ユニバーサル・ランゲージ』 - Universal Language (2000年、GRP)
- 『クルージン』 - Cruisin'  (2001年、GRP)
- Mediterranéo (2003年、Rendezvous)
- 『モダン・タイムズ』 - Modern Times (2005年、Rendezvous)
- Hi-Lo Split  (2007年、Peak)
- Foreign Exchange (2009年、Peak) ※with ポール・ブラウン
- My Classical Way (2010年、Frazzy Frog)
- Guitar Destiny (2012年、Frazzy Frog)
- Laguna Beach (2016年、Woodward Avenue)
- So Nice! (2017年、Shanachie) ※with デイヴィッド・ベノワ
- 『サムシング・アバウト・ハー』 - Something About Her (2021年、Agate)